# Tỉnh ủy Bắc Giang
Tỉnh ủy Bắc Giang hay còn được gọi Ban chấp hành Đảng bộ tỉnh Bắc Giang, hay Đảng ủy tỉnh Bắc Giang. Là cơ quan lãnh đạo cao nhất của Đảng bộ tỉnh Bắc Giang giữa hai kỳ đại hội đại biểu Đảng bộ tỉnh.
Đứng đầu Tỉnh ủy là Bí thư Tỉnh ủy và thường là Ủy viên Ban chấp hành Trung ương Đảng. Bí thư Tỉnh ủy hiện nay là Trung tướng Nguyễn Văn Gấu.

## Lịch sử
Tỉnh ủy Bắc Giang có tiền thân từ Đảng bộ Đông Dương Cộng sản Đảng Bắc Ninh - Bắc Giang được thành lập ngày 4/8/1929 tại núi Hồng Vân (núi Lim, Tiên Du), gồm hơn 20 hội viên tiên tiến của Hội Việt Nam Cách mạng Thanh niên của 2 tỉnh được triệu tập.
Sau khi Đảng Cộng sản Việt Nam được thành lập tháng 2/1930 tại Hương Cảng, Trung Quốc, Đảng bộ Đông Dương Cộng sản Đảng Bắc Ninh-Bắc Giang đổi tên thành Đảng bộ Đảng Cộng sản Việt Nam tỉnh Bắc Ninh - Bắc Giang.
Trong khoảng thời gian từ 1930-1940 tỉnh ủy được chỉ đạo trực tiếp từ Xứ ủy Bắc Kỳ, các ủy viên xứ ủy thường là người đứng đầu tỉnh ủy.
Tháng 8/1940, thành lập đảng bộ riêng với tên gọi Ban cán sự Đảng tỉnh Bắc Giang do Xứ ủy Bắc Kỳ cử Trần Quốc Hoàn làm Trưởng ban.
Cuối tháng 6/1945 Ban cán sự tỉnh Bắc Giang tổ chức Hội nghị cán bộ toàn tỉnh tại ấp Quan Đình (Phú Bình). Hội nghị đã thành lập Ban Chấp hành Đảng và bầu bí thư tỉnh ủy là Nguyễn Trọng Tỉnh. Ban cán sự tỉnh Bắc Giang đổi tên thành tỉnh ủy Bắc Giang.
Từ ngày 7/1/1963 hợp nhất 2 tỉnh ủy Bắc Ninh và Bắc Giang, và thành lập Thường trực Tỉnh uỷ lâm thời Hà Bắc. Ngày 6/11/1996 tỉnh Hà Bắc được tách trở lại thành 2 tỉnh Bắc Ninh và Bắc Giang. Từ 1/1997 tái lập tỉnh ủy Bắc Giang, bí thư tỉnh ủy lâm thời là Đỗ Bình Dương.

## Tổ chức
Tỉnh ủy Bắc Giang gồm các cơ quan tham mưu và đơn vị trực thuộc sau:
- Văn phòng Tỉnh ủy
- Ban Tổ chức Tỉnh ủy
- Ban Tuyên giáo và Dân vận Tỉnh ủy
- Ủy ban Kiểm tra Tỉnh ủy
- Báo Bắc Giang
- Trường Chính trị tỉnh
- Ban Nội chính Tỉnh ủy
- Đảng ủy Phân đạm hóa chất Hà Bắc
- Đảng ủy UBND tỉnh
- Đảng ủy các Cơ quan Đảng tỉnh
- Đảng ủy Quân sự
- Đảng ủy Công an tỉnh.
- Các huyện ủy trực thuộc tỉnh

## Bí thư tỉnh ủy
Bí thư Tỉnh ủy là người đứng đầu Đảng bộ tỉnh. Bắc Giang là đơn vị hành chính cấp tỉnh nên các bí thư tỉnh ủy thường là Ủy viên Trung ương Đảng.

### Giai đoạn 1930-1948
| STT | Tên               | Nhiệm kỳ       | Chức vụ                                                                      | Ghi chú                                 |
| --- | ----------------- | -------------- | ---------------------------------------------------------------------------- | --------------------------------------- |
| 1   | Phạm Văn Chất     | 8-11/1929      | Bí thư Đảng bộ Đông Dương Cộng sản Đảng Bắc Ninh-Bắc Giang                   | Bị Pháp bắt                             |
| 2   | Trần Quốc Hoàn    | 8/1940-12/1940 | Trưởng ban Ban cán sự tỉnh Bắc Giang                                         | Bị Pháp bắt                             |
| 3   | Trần Quốc Tuân    | 12/1940-6/1941 | Trưởng ban Ban cán sự tỉnh Bắc Giang                                         | Bị Pháp bắt                             |
| 4   | Nguyễn Văn Lục    | 6/1941-12/1941 | Trưởng ban Ban cán sự tỉnh Bắc Giang                                         | Xứ ủy Bắc Kỳ điều động công tác khác    |
| 5   | Ngô Thế Sơn       | 1/1942-7/1944  | Trưởng ban Ban cán sự tỉnh Bắc Giang                                         | Xứ ủy Bắc Kỳ phân công nhiệm vụ khác    |
| 6   | Nguyễn Trọng Tỉnh | 7/1944-6/1945  | Trưởng ban Ban cán sự tỉnh Bắc Giang Trưởng ban công tác đội của An toàn khu |                                         |
| 6   | Nguyễn Trọng Tỉnh | 6/1945-6/1946  | Bí thư Tỉnh ủy Bắc Giang                                                     | Trung ương Đảng điều động công tác khác |
| 7   | Đinh Đức Thiện    | 6/1946-1947    | Bí thư Tỉnh ủy Bắc Giang Chủ tịch Ủy ban hành chính tỉnh Bắc Giang           | Trung ương Đảng điều động               |
| 8   | Hoàng Quốc Thịnh  | 1947-6/1948    | Bí thư Tỉnh ủy Bắc Giang Chủ tịch Ủy ban Kháng chiến tỉnh Bắc Giang          |                                         |

### Giai đoạn 1948-1963
| STT | Đại hội Đảng bộ | Tên           | Nhiệm kỳ        | Chức vụ                  | Phó Bí thư       | Ghi chú                        |
| --- | --------------- | ------------- | --------------- | ------------------------ | ---------------- | ------------------------------ |
| 1   | I               | Lê Hoàng      | 6/1948-11/1949  | Bí thư Tỉnh uỷ Bắc Giang | -                |                                |
| 2   | II              | Bùi Việt Hồng | 11/1949-12/1950 | Bí thư Tỉnh uỷ Bắc Giang | Nguyễn Văn Thành |                                |
| 3   | II              | Trần Trung    | 12/1950-4/1951  | Bí thư Tỉnh uỷ Bắc Giang | Nguyễn Văn Thành | Liên khu uỷ Việt Bắc điều đồng |
| 3   | III             | Trần Trung    | 4/1951-3/1961   | Bí thư Tỉnh uỷ Bắc Giang | Kim Ngọc         |                                |

### Giai đoạn 1963-1996
| STT | Đại hội Đảng bộ | Tên               | Nhiệm kỳ        | Chức vụ                                       | Phó Bí thư        | Ghi chú           |
| --- | --------------- | ----------------- | --------------- | --------------------------------------------- | ----------------- | ----------------- |
| 1   | -               | Trần Trung        | 1/1963-10/1963  | Bí thư tỉnh ủy lâm thời Hà Bắc                | Nguyễn Ly         |                   |
| 1   | -               | Trần Trung        | 1/1963-10/1963  | Bí thư tỉnh ủy lâm thời Hà Bắc                | Phương Minh Nam   |                   |
| 1   | -               | Trần Trung        | 1/1963-10/1963  | Bí thư tỉnh ủy lâm thời Hà Bắc                | Ngô Duy Phương    |                   |
| 1   | -               | Trần Trung        | 1/1963-10/1963  | Bí thư tỉnh ủy lâm thời Hà Bắc                | Phạm Văn Quyện    |                   |
| 1   | I               | Trần Trung        | 10/1963-1964    | Bí thư tỉnh ủy Hà Bắc                         | Nguyễn Ly         |                   |
| 1   | I               | Trần Trung        | 10/1963-1964    | Bí thư tỉnh ủy Hà Bắc                         | Phương Minh Nam   |                   |
| 2   | I               | Lê Quang Tuấn     | 1964-6/1971     | Bí thư tỉnh ủy Hà Bắc                         | Phương Minh Nam   |                   |
| 2   | II              | Lê Quang Tuấn     | 6/1971-6/1976   | Bí thư tỉnh ủy Hà Bắc                         | Đỗ Văn            |                   |
| 2   | II              | Lê Quang Tuấn     | 6/1971-6/1976   | Bí thư tỉnh ủy Hà Bắc                         | Phương Minh Nam   |                   |
| 3   | III             | Vũ Thơ            | 6/1976-6/1977   | Bí thư tỉnh ủy Hà Bắc                         | Đỗ Văn            |                   |
| 3   | III             | Vũ Thơ            | 6/1976-6/1977   | Bí thư tỉnh ủy Hà Bắc                         | Phương Minh Nam   |                   |
| 3   | IV              | Vũ Thơ            | 6/1977-11/1979  | Bí thư tỉnh ủy Hà Bắc                         | Nguyễn Thanh Quất |                   |
| 3   | IV              | Vũ Thơ            | 6/1977-11/1979  | Bí thư tỉnh ủy Hà Bắc                         | Trương Thế Cửu    |                   |
| 3   | V               | Vũ Thơ            | 11/1979-1/1983  | Bí thư tỉnh ủy Hà Bắc                         | Nguyễn Thanh Quất |                   |
| 3   | V               | Vũ Thơ            | 11/1979-1/1983  | Bí thư tỉnh ủy Hà Bắc                         | Trương Thế Cửu    |                   |
| 4   | VI              | Nguyễn Thanh Quất | 1/1983-10/1986  | Bí thư tỉnh ủy Hà Bắc                         | Trương Thế Cửu    |                   |
| 4   | VI              | Nguyễn Thanh Quất | 1/1983-10/1986  | Bí thư tỉnh ủy Hà Bắc                         | Nguyễn Huy Duyên  |                   |
| 4   | VII             | Nguyễn Thanh Quất | 10/1986-11/1991 | Ủy viên Trung ương Đảng Bí thư tỉnh ủy Hà Bắc | Mai Thúc Lân      | đến tháng 10/1990 |
| 4   | VII             | Nguyễn Thanh Quất | 10/1986-11/1991 | Ủy viên Trung ương Đảng Bí thư tỉnh ủy Hà Bắc | Ngô Đình Loan     |                   |
| 4   | VII             | Nguyễn Thanh Quất | 10/1986-11/1991 | Ủy viên Trung ương Đảng Bí thư tỉnh ủy Hà Bắc | Đỗ Bình Dương     | từ tháng 10/1990  |
| 5   | VIII            | Đỗ Bình Dương     | 11/1991-4/1996  | Ủy viên Trung ương Đảng Bí thư tỉnh ủy Hà Bắc | Ngô Đình Loan     |                   |
| 5   | VIII            | Đỗ Bình Dương     | 11/1991-4/1996  | Ủy viên Trung ương Đảng Bí thư tỉnh ủy Hà Bắc | Lê Xuân Sơ        |                   |
| 5   | IX              | Đỗ Bình Dương     | 4/1996-12/1996  | Ủy viên Trung ương Đảng Bí thư tỉnh ủy Hà Bắc | Ngô Đình Loan     |                   |
| 5   | IX              | Đỗ Bình Dương     | 4/1996-12/1996  | Ủy viên Trung ương Đảng Bí thư tỉnh ủy Hà Bắc | Nguyễn Ty         |                   |

### Giai đoạn 1996-nay
Ủy viên Trung ương Đảng
      Ủy viên Trung ương Đảng dự khuyết
| STT | Đại hội Đảng bộ | Tên               | Nhiệm kỳ        | Chức vụ                  | Chức vụ                           | Phó Bí thư          | Ghi chú    |
| --- | --------------- | ----------------- | --------------- | ------------------------ | --------------------------------- | ------------------- | ---------- |
| 1   | -               | Đỗ Bình Dương     | 1/1997-11/1997  |                          | Bí thư Tỉnh ủy lâm thời Bắc Giang | Phạm Thị Hải Chuyền |            |
| 1   | -               | Đỗ Bình Dương     | 1/1997-11/1997  | Nguyễn Quốc Cường        | Bí thư Tỉnh ủy lâm thời Bắc Giang |                     |            |
| 1   | XIV             | Đỗ Bình Dương     | 11/1997-1998    |                          | Bí thư Tỉnh ủy Bắc Giang          | Phạm Thị Hải Chuyền |            |
| 1   | XIV             | Đỗ Bình Dương     | 11/1997-1998    | Nguyễn Quốc Cường        | Bí thư Tỉnh ủy Bắc Giang          |                     |            |
| 2   | XIV             | Nguyễn Quốc Cường | 1998-12/2000    |                          | Bí thư Tỉnh ủy Bắc Giang          | Phạm Thị Hải Chuyền |            |
| 2   | XIV             | Nguyễn Quốc Cường | 1998-12/2000    | Hoàng Thanh Khiết        | Bí thư Tỉnh ủy Bắc Giang          | bổ sung từ 5/1999   |            |
| 2   | XV              | Nguyễn Quốc Cường | 12/2000-3/2005  |                          | Bí thư Tỉnh ủy Bắc Giang          | Phạm Thị Hải Chuyền | đến 6/2001 |
| 2   | XV              | Nguyễn Quốc Cường | 12/2000-3/2005  | Hoàng Thanh Khiết        | Bí thư Tỉnh ủy Bắc Giang          |                     |            |
| 2   | XV              | Nguyễn Quốc Cường | 12/2000-3/2005  | Đào Xuân Cần             | Bí thư Tỉnh ủy Bắc Giang          | từ 5/2004           |            |
| 3   | XV              | Đào Xuân Cần      | 4/2005-12/2005  |                          | Bí thư Tỉnh ủy Bắc Giang          | Hoàng Thanh Khiết   |            |
| 3   | XV              | Đào Xuân Cần      | 4/2005-12/2005  | Thân Văn Mưu             | Bí thư Tỉnh ủy Bắc Giang          | từ 2005             |            |
| 3   | XVI             | Đào Xuân Cần      | 12/2005-8/2010  |                          | Bí thư Tỉnh ủy Bắc Giang          | Thân Văn Mưu        |            |
| 3   | XVI             | Đào Xuân Cần      | 12/2005-8/2010  | Dương Văn Trọng          | Bí thư Tỉnh ủy Bắc Giang          |                     |            |
| 3   | XVI             | Đào Xuân Cần      | 12/2005-8/2010  | Nguyễn Đăng Khoa         | Bí thư Tỉnh ủy Bắc Giang          | bổ sung 4/2008      |            |
| 3   | XVI             | Đào Xuân Cần      | 12/2005-8/2010  | Nông Quốc Tuấn           | Bí thư Tỉnh ủy Bắc Giang          | bổ sung 4/2009      |            |
| 4   | XVI             | Nông Quốc Tuấn    | 8/2010-10/2010  |                          | Bí thư Tỉnh ủy Bắc Giang          | Nguyễn Đăng Khoa    |            |
| 4   | XVI             | Nông Quốc Tuấn    | 8/2010-10/2010  | Dương Văn Trọng          | Bí thư Tỉnh ủy Bắc Giang          |                     |            |
| 4   | XVII            | Nông Quốc Tuấn    | 10/2010-6/2012  |                          | Bí thư Tỉnh ủy Bắc Giang          | Bùi Văn Hải         |            |
| 4   | XVII            | Nông Quốc Tuấn    | 10/2010-6/2012  | Thân Văn Khoa            | Bí thư Tỉnh ủy Bắc Giang          |                     |            |
| 5   | XVII            | Trần Sỹ Thanh     | 6/2012-2/2015   |                          | Bí thư Tỉnh ủy Bắc Giang          | Bùi Văn Hải         |            |
| 5   | XVII            | Trần Sỹ Thanh     | 6/2012-2/2015   | Thân Văn Khoa            | Bí thư Tỉnh ủy Bắc Giang          |                     |            |
| 6   | XVII            | Bùi Văn Hải       | 2/2015-10/2015  |                          | Bí thư Tỉnh ủy Bắc Giang          | Thân Văn Khoa       |            |
| 6   | XVII            | Bùi Văn Hải       | 2/2015-10/2015  | Nguyễn Văn Linh          | Bí thư Tỉnh ủy Bắc Giang          | bổ sung 4/2015      |            |
| 6   | XVIII           | Bùi Văn Hải       | 10/2015-10/2020 |                          | Bí thư Tỉnh ủy Bắc Giang          | Lê Thị Thu Hồng     |            |
| 6   | XVIII           | Bùi Văn Hải       | 10/2015-10/2020 | Nguyễn Văn Linh          | Bí thư Tỉnh ủy Bắc Giang          |                     |            |
| 6   | XVIII           | Bùi Văn Hải       | 10/2015-10/2020 | Dương Văn Thái           | Bí thư Tỉnh ủy Bắc Giang          | bổ sung 10/2019     |            |
| 7   | XIX             | Dương Văn Thái    | 10/2020-05/2024 | Bí thư Tỉnh ủy Bắc Giang | Lê Thị Thu Hồng                   | đến 09/2024         |            |
| 7   | XIX             | Dương Văn Thái    | 10/2020-05/2024 | Bí thư Tỉnh ủy Bắc Giang | Lê Ánh Dương                      | đến 09/2024         |            |
| 8   | XIX             | Nguyễn Văn Gấu    | 06/2024-nay     | Bí thư Tỉnh ủy Bắc Giang | Lê Ánh Dương                      | đến 09/2024         |            |
| 8   | XIX             | Nguyễn Văn Gấu    | 06/2024-nay     | Bí thư Tỉnh ủy Bắc Giang | Nguyễn Thị Hương                  | bổ sung 12/2024     |            |
| 8   | XIX             | Nguyễn Văn Gấu    | 06/2024-nay     | Bí thư Tỉnh ủy Bắc Giang | Nguyễn Việt Oanh                  | bổ sung 12/2024     |            |

## Ban Thường vụ Tỉnh ủy khóa XIX (2020 - 2025)
Ngày 15/10/2020, Ban Chấp hành, Ban Thường vụ Tỉnh ủy Bắc Giang nhiệm kỳ 2020 - 2025 đã ra mắt Đại hội Đảng bộ tỉnh khóa XIX.
| STT | Họ và tên                  | Chức vụ                                                       |
| --- | -------------------------- | ------------------------------------------------------------- |
| 1   | Trung tướng Nguyễn Văn Gấu | Ủy viên Trung ương Đảng, Bí thư Tỉnh ủy                       |
| 2   | Nguyễn Việt Oanh           | Phó Bí thư Tỉnh ủy , Chủ tịch UBND tỉnh Bắc Giang             |
| 3   | Nguyễn Thị Hương           | Phó Bí thư thường trực Tỉnh ủy , Chủ tịch HĐND tỉnh Bắc Giang |
| 4   | Mai Sơn                    | Phó Chủ tịch thường trực Ủy ban nhân dân tỉnh                 |
| 5   | Phạm Văn Thịnh             | Phó Chủ tịch Ủy ban nhân dân tỉnh                             |
| 6   | Vũ Trí Hải                 | Bí thư Thành uỷ Bắc Giang                                     |
| 7   | Đại tá Phạm Văn Tạo        | Chỉ huy trưởng Bộ Chỉ huy Quân sự tỉnh                        |
| 8   | Tống Ngọc Bắc              | Trưởng ban Tổ chức Tỉnh ủy                                    |
| 9   | Lâm Thị Hương Thành        | Phó Chủ tịch thường trực Hội đồng nhân dân tỉnh               |
| 10  | Vũ Mạnh Thắng              | Trưởng ban Nội chính Tỉnh ủy                                  |
| 11  | Đại tá Nguyễn Quang Vinh   | Giám đốc Công an tỉnh                                         |
| 12  | Nguyễn Văn Dũng            | Trưởng ban Tuyên giáo và Dân vận Tỉnh ủy                      |
| 13  | Phạm Việt Dũng             | Chủ nhiệm Ủy ban Kiểm tra Tỉnh ủy                             |

## Cơ quan tham mưu Tỉnh ủy

### Văn phòng Tỉnh ủy
Văn phòng Tỉnh ủy là cơ quan tham mưu, giúp việc Tỉnh uỷ mà trực tiếp, thường xuyên là Ban Thường vụ và Thường trực Tỉnh uỷ trong tổ chức, điều hành công việc lãnh đạo, chỉ đạo, phối hợp hoạt động của các ban, cơ quan của Tỉnh ủy, các ban cán sự đảng, đảng đoàn, các sở, ban, ngành, Ủy ban Mặt trận Tổ quốc và các đoàn thể chính trị - xã hội tỉnh; tham mưu, đề xuất chủ trương, chính sách thuộc lĩnh vực kinh tế - xã hội, đối ngoại; nguyên tắc, chế độ quản lý tài chính, tài sản của Đảng bộ; là trung tâm thông tin tổng hợp phục vụ sự lãnh đạo, chỉ đạo của Tỉnh uỷ.
Trực tiếp quản lý tài sản, tài chính của Tỉnh uỷ và các cơ quan, tổ chức đảng trực thuộc Tỉnh uỷ, bảo đảm kinh phí, cơ sở vật chất cho hoạt động của Tỉnh ủy. Đồng thời quản lý mạng thông tin diện rộng của Đảng bộ tỉnh.

#### Nhiệm vụ
Văn phòng tỉnh ủy Bắc Giang có nhiệm vụ sau:
- Nghiên cứu, đề xuất

1. Giúp Ban Chấp hành, Ban Thường vụ, Thường trực Tỉnh uỷ xây dựng, tổ chức thực hiện chương trình công tác và Quy chế làm việc của Tỉnh ủy.
2. Nghiên cứu, tham mưu, đề xuất giúp Tỉnh ủy, Ban Thường vụ Tỉnh ủy trong việc lãnh đạo phát triển kinh tế - xã hội trên địa bàn tỉnh.
3. Tham mưu, đề xuất, thực hiện công tác đối ngoại của Tỉnh uỷ.
4. Sơ kết, tổng kết công tác văn phòng cấp uỷ.

- Hướng dẫn, kiểm tra, giám sát

1. Công tác thông tin phục vụ sự lãnh đạo của Tỉnh uỷ; chế độ cung cấp thông tin cho cấp uỷ viên và các tổ chức; theo dõi, đôn đốc các tổ chức đảng trực thuộc Tỉnh uỷ, các cơ quan liên quan thực hiện chế độ thông tin báo cáo theo quy định.
2. Tiếp nhận, phát hành và quản lý các tài liệu, văn bản đến và đi; quản lý, khai thác mạng cơ yếu của Tỉnh uỷ. Chủ trì hoặc phối hợp kiểm tra, giám sát việc thực hiện các quy định về công tác thông tin, báo cáo phục vụ sự lãnh đạo của cấp uỷ và chế độ lưu trữ bảo mật của Đảng, Nhà nước ở văn phòng cấp uỷ cấp dưới theo quy định.
3. Hướng dẫn, bồi dưỡng nghiệp vụ công tác văn phòng, công tác tài chính, tài sản của Đảng ở các tổ chức đảng trực thuộc Tỉnh uỷ và văn phòng cấp uỷ cấp dưới; thực hiện kiểm tra, giám sát về nghiệp vụ tài chính - kế toán ở các đảng bộ và tổ chức trực thuộc Tỉnh uỷ.

- Thẩm định, thẩm tra

1. Đề án, văn bản của các cơ quan, tổ chức trước khi trình Tỉnh uỷ, Ban Thường vụ, Thường trực Tỉnh uỷ về: yêu cầu, phạm vi, quy trình, thẩm quyền ban hành và thể thức văn bản.
2. Nội dung đề án, văn bản thuộc lĩnh vực kinh tế - xã hội, đối ngoại trước khi trình Tỉnh uỷ, Ban Thường vụ Tỉnh uỷ (nếu có khả năng hoặc được Ban Thường vụ, Thường trực Tỉnh uỷ giao).

- Phối hợp công tác

1. Với các cơ quan có liên quan nghiên cứu, đề xuất một số chủ trương của Tỉnh uỷ, Ban Thường vụ Tỉnh uỷ về cơ chế, chính sách kinh tế - xã hội, quốc phòng, an ninh, đối ngoại; tham gia với các cơ quan có liên quan nghiên cứu, đề xuất một số chủ trương về công tác tư pháp; tham gia ý kiến với cơ quan nhà nước trong việc cụ thể hoá chủ trương, chính sách phát triển kinh tế - xã hội của tỉnh.
2. Với các cơ quan liên quan xây dựng một số đề án, văn bản, chương trình hành động do Ban Thường vụ, Thường trực Tỉnh uỷ giao; biên tập hoặc thẩm định văn bản trước khi trình Tỉnh ủy, Ban Thường vụ, Thường trực Tỉnh uỷ ban hành.
3. Với Ban Tổ chức Tỉnh uỷ trong việc quản lý tổ chức bộ máy, biên chế và thực hiện chế độ, chính sách đối với cán bộ, công chức, viên chức, người lao động của Văn phòng Tỉnh uỷ và văn phòng cấp uỷ trực thuộc Tỉnh ủy theo phân cấp.
4. Với các ban đảng, ban cán sự đảng, đảng đoàn, cấp uỷ trực thuộc Tỉnh uỷ và các sở, ban, ngành, Ủy ban Mặt trận Tổ quốc, các đoàn thể chính trị - xã hội tỉnh để tham mưu giúp Tỉnh uỷ, Ban Thường vụ, Thường trực Tỉnh uỷ chỉ đạo, kiểm tra, giám sát, sơ kết, tổng kết việc thực hiện nghị quyết, chỉ thị, quy định, quy chế, quyết định, kết luận của Trung ương và của Tỉnh uỷ về công tác xây dựng Đảng; về kinh tế - xã hội, quốc phòng, an ninh, đối ngoại, tư pháp; việc thực hiện chủ trương, chế độ, nguyên tắc quản lý tài chính, tài sản của Tỉnh uỷ.
5. Với cơ quan chức năng nhà nước trong việc quản lý quy hoạch, kế hoạch đầu tư xây dựng cơ bản và thực hiện dự án cho các cơ quan đảng theo đúng quy định của pháp luật.

- Thực hiện một số nhiệm vụ do Ban Thường vụ, Thường trực Tỉnh uỷ giao

1. Là đầu mối giúp Thường trực Tỉnh uỷ xử lý công việc hằng ngày; tham mưu sắp xếp chương trình công tác của đồng chí Bí thư, các Phó Bí thư Tỉnh ủy và một số hoạt động của các đồng chí Ủy viên Ban Thường vụ Tỉnh uỷ theo quy chế làm việc và chương trình công tác; phối hợp, điều hoà hoạt động các cơ quan tham mưu, giúp việc của Tỉnh uỷ.
2. Tiếp nhận và phối hợp tham mưu xử lý đơn, thư gửi đến Tỉnh uỷ; kiến nghị với Thường trực Tỉnh uỷ, Ban Thường vụ Tỉnh uỷ xử lý những đơn, thư có nội dung quan trọng; theo dõi, đôn đốc việc giải quyết một số đơn thư được Thường trực Tỉnh uỷ giao. Phối hợp với các cơ quan chức năng tổ chức tiếp công dân.
3. Tổng hợp tình hình tổ chức thực hiện nghị quyết, quyết định, chỉ thị, quy định, quy chế, kết luận của Trung ương, của Tỉnh uỷ và hoạt động của các cấp uỷ, đảng đoàn, ban cán sự đảng, các ban, cơ quan thuộc Tỉnh uỷ. Giúp Tỉnh uỷ thực hiện chế độ thông tin, báo cáo định kỳ và đột xuất.
4. Quản lý, tổ chức khai thác tài liệu Phông Lưu trữ Đảng Cộng sản Việt Nam thuộc thẩm quyền thu thập của lưu trữ lịch sử Đảng bộ tỉnh, bao gồm tài liệu lưu trữ của các cơ quan, tổ chức đảng, tổ chức chính trị - xã hội; giúp Thường trực Tỉnh uỷ chỉ đạo và trực tiếp hướng dẫn, kiểm tra nghiệp vụ công tác văn thư, lưu trữ của các cơ quan, tổ chức đảng, tổ chức chính trị - xã hội ở tỉnh theo quy định của pháp luật, các quy định của Ban Bí thư và hướng dẫn của Văn phòng Trung ương Đảng về lưu trữ.
5. Là đại diện chủ sở hữu tài sản của Tỉnh uỷ; trực tiếp quản lý tài chính, tài sản, chi tiêu ngân sách đảng. Thực hiện thẩm tra quyết toán tài chính ngân sách đảng hằng năm đối với các đơn vị thụ hưởng ngân sách của Tỉnh ủy. Bảo đảm điều kiện vật chất và các trang thiết bị phục vụ hoạt động của Tỉnh uỷ, Ban Thường vụ, Thường trực Tỉnh ủy; đồng thời bảo đảm tài chính và cơ sở vật chất khác cho các ban, cơ quan của Tỉnh uỷ, các đảng ủy trực thuộc Tỉnh ủy theo phân công, phân cấp.
6. Tổ chức quản lý, khai thác, ứng dụng, bảo vệ mạng thông tin diện rộng của Đảng bộ; hướng dẫn công nghệ thông tin, nghiệp vụ công tác cơ yếu đối với văn phòng cấp uỷ cấp dưới, các ban, cơ quan thuộc Tỉnh uỷ, Ủy ban Mặt trận Tổ quốc và các đoàn thể chính trị - xã hội tỉnh.
7. Tham gia tổ chức, phục vụ Đại hội Đảng bộ tỉnh; hội nghị của Tỉnh uỷ, Ban Thường vụ Tỉnh uỷ; các hội nghị do Thường trực Tỉnh uỷ triệu tập; các cuộc làm việc của Bí thư, Phó Bí thư Tỉnh uỷ.
8. Tham mưu đề xuất và tổ chức thực hiện một số nhiệm vụ khác khi được Ban Thường vụ, Thường trực Tỉnh uỷ giao.